# Arteria pulmonar derecha
La arteria pulmonar derecha (TA: arteria pulmonalis dextra) es una arteria que se origina junto con la arteria pulmonar izquierda en el tronco pulmonar.

## Ramas
Del lóbulo pulmonar superior:
- Rama apical.
- Rama anterior ascendente.
- Rama anterior descendente.
- Rama posterior ascendente
- Rama posterior descendente.

Del lóbulo pulmonar medio:
- Rama medial.
- Rama lateral.

Del lóbulo pulmonar inferior:
- Rama basal anterior.
- Rama basal lateral.
- Rama basal medial.
- Rama basal posterior.

## Distribución
Se distribuye hacia el pulmón derecho.